# Persicaria nepalensis
Persicaria nepalensis es una especie de planta fanerógama de la familia Polygonaceae.

## Distribución
Es natural de Asia, probablemente el Himalaya. Hoy ampliamente distribuida en China, Afganistán, Bután, India, Indonesia, Japón, Corea, Malasia, Nepal, Nueva Guinea, Pakistán, Filipinas. Distribución secundaria en Rusia, Tailandia, África tropical (Anjen et al., 2003), algunas localidades en Europa, Columbia Británica en Canadá, Connecticut, Massachusetts, Florida, Pensilvania y el estado de Nueva York en Estados Unidos. Se encuentra naturalizada en las partes altas de varios países de Sudamérica, en Ecuador, Colombia y Venezuela (Meier, 2006).

## Hábitat
Sitios perturbados, fértiles y húmedos, también sombreados; en cultivos y orillas de canales de riego, así como algunos tipos de vegetación primaria. En China de los 200 a los 4000 m s. n. m., pero generalmente arriba de los 1000 metros, con el mejor desarrollo entre los 2000 y 2500 m; llegando a pastizales alpinos.

## Descripción
Es una hierba de vida corta. Alcanza hasta 40 cm de alto. Los tallos tendidos en el suelo y con las puntas ascendentes, muy ramificados desde la base, enraizando en los nudos inferiores.  En el lugar donde nace cada hoja y rodeando al tallo y a veces a la base del pecíolo, se encuentra la ócrea, que es un tubo membranoso, color café, de hasta 1 cm de largo, con pelos recurvados ubicados en la base, con el ápice truncado asimétricamente y sin pelillos. Las hojas son alternas, ovadas o triangular-ovadas, de hasta 5 cm de largo y hasta 4 cm de ancho, la base angostándose formando alas angostas sobre el pecíolo, con puntos glandulares amarillos sobre la superficie, a veces con pelillos; las hojas superiores más pequeñas y sésiles o casi sésiles.
Las flores pediceladas (los pedicelos más cortos que las brácteas), agrupadas en cabezuelas pedunculadas (pedúnculos largos, cubiertos de pelos glandulares). Las brácteas ovado-elípticas, con los márgenes membranosos, generalmente sin pelillos.  Las flores de generalmente 4 tépalos (llamados así porque no se diferencian pétalos y sépalos) unidos hacia la base, obtusos en el ápice, de color rojo-púrpura o blanco; estambres 5 o 6, anteras púrpura-negruzcas; estilos 2, unidos hacia la base. El fruto (cubierto por los tépalos) es seco y de una sola semilla (un aquenio), es anchamente ovoide, negro, opaco y con abundantes depresiones en su superficie.

## Propiedades
Aunque no hay mención específica que se haya realizado para esta especie, ha habido informes de que algunos miembros de este género pueden causar fotosensibilidad en personas susceptibles. Muchas de las especies también contienen ácido oxálico (el distintivo sabor de la acedera) -, mientras que esta sustancia no tóxica puede obligar a otros minerales estar disponibles para el cuerpo y llevar a la deficiencia de minerales.  Dicho esto, una serie de alimentos tales como acedera y ruibarbo contienen ácido oxálico y las hojas de la mayoría de los miembros de este género son nutritivas y beneficiosas para su ingestión en cantidades moderadas.  Cocinar las hojas reduce su contenido de ácido oxálico. Las personas con una tendencia a reumatismo, artritis, gota, cálculos renales o hiperacidez debe tener especial precaución si se incluye esta planta en su dieta ya que puede agravar su condición.

## Taxonomía
Persicaria nepalensis fue descrita por Meisner y reclasificada por H.Gross y publicado en Bot. Jahrb. Syst. 49(2): 277. 1913.
Sinonimia
- Cephalophilon nepalense (Meisn.) Tzvelev
- Persicaria alata (Buch.-Ham. ex D.Don) Nakai
- Persicaria nepalensis (Meisn.) Miyabe[4]
- Polygonum alatum Buch.-Ham. ex D. Don
- Polygonum alatum var. nepalense (Meisn.) Hook.f.
- Polygonum nepalense Meisn.
- Polygonum punctatum Buch.-Ham. ex D. Don
- Polygonum punctatum var. alatum Buch.-Ham. ex D. Don
- Polygonum quadrifidum Hayata[5]